# Sarıcakaya (district)
Sarıcakaya is een Turks district in de provincie Eskişehir en telt 5.924 inwoners (2007). Het district heeft een oppervlakte van 374,7 km². Hoofdplaats is Sarıcakaya.
De bevolkingsontwikkeling van het district is weergegeven in onderstaande tabel.
| 1997   | 2000   | 2007  |
| ------ | ------ | ----- |
| 11.470 | 14.968 | 5.924 |